# فولندورف
شهر فولندورف (به آلمانی: Pfullendorf) در ایالت بادن-وورتمبرگ در کشور آلمان واقع شده‌است.